# Antonio Aguilar y Correa
Antonio Aguilar y Correa, 8º Marquês de la Vega de Armijo, 6º Marquês de Mos, 5º Conde de Bobadilla, Grande de Espanha (30 de junho de 1824, em Madri, Espanha - 13 de junho de 1908) foi um político da Espanha. Ocupou o lugar de presidente do governo de Espanha de 1906 a 1907.

## Biografia
Filho de Antonio de Aguilar e Fernández de Córdoba, VII Marquês de la Vega de Armijo y de Mos, nasceu em Madri em 30 de junho de 1824. Doutorou-se em 1852 em Madri com a leitura de Influência dos costumes nas leis. Aos trinta anos iniciou uma longa carreira política que o levaria a ocupar cargos públicos de destaque por mais de meio século. Foi eleito deputado pela primeira vez pela província de Córdoba em novembro de 1854, quando, durante o Biênio Progressista, foram realizadas as eleições para formar as Cortes Constituintes. Foi membro da União Liberal fundada por Leopoldo O'Donnell, de quem cedo se aderiu e que por sua vez o nomeou ministro várias vezes no segundo e terceiro gabinetes: foi assim Ministro das Obras Públicas entre 1861 e 1863, do Governo de janeiro de 1861 a 1863 e, novamente, exerceu o cargo de Ministro das Obras Públicas entre 1865 e 1866.
Foi presidente do Conselho Provincial de Madrid entre 1 de julho de 1858 e 18 de dezembro de 1861.
Casou-se com Zenobia Vinyals Bargés, viúva de Luis Mariategui Vasallo, com quem não teve filhos em 1867.
Após a morte de seu protetor em 1867, o marquês passou a integrar as fileiras políticas do general Francisco Serrano, juntamente com quem participou da preparação da Revolução de 1868 que levou ao destronamento de Isabel II e ao início do Sexênio Revolucionário. Embaixador em França em 1874, desde o início da Restauração integrou os grupos que viriam a constituir o Partido Liberal encabeçado por Práxedes Mateo Sagasta. Nomeou-o Ministro de Estado em três ocasiões (chefe da diplomacia espanhola): entre 1881 e 1883, de 1888 a 1890 e, finalmente, entre 1892 e 1893. Além disso, foi presidente do Congresso em 1898, 1899, de 1901 a 1903, bem como em 1905.
Já durante o reinado de Afonso XIII foi presidente do Conselho de Ministros entre 4 de dezembro de 1906 e 25 de janeiro de 1907, entre dois gabinetes liderados respectivamente por Segismundo Moret e Antonio Maura. A sua breve liderança governamental limitou-se à aprovação dos orçamentos gerais para 1907. Também presidiu às academias régias de História, e de Ciências Morais e Políticas, temas sobre os quais publicaria diversos trabalhos. Morreu em Madri em 13 de junho de 1908.